# Algoritmo anytime
Un algoritmo anytime è un algoritmo che è in grado di restituire una soluzione valida anche se viene interrotto anticipatamente. Mentre molti algoritmi forniscono una soluzione dopo una certa quantità di calcoli, e non sono in grado di restituire nessun risultato utile fino al completamento dei medesimi, un algoritmo anytime è in grado di fornire una soluzione parziale se interrotto anticipiatamente, e aumentando il tempo a disposizione aumenta anche la qualità attesa della soluzione. Un esempio è l'algoritmo di Newton-Raphson per il calcolo dello zero di una funzione.
Gli algoritmi anytime forniscono ad un sistema intelligente ibrido la capacità di effettuare analisi di migliore qualità in cambio di maggior tempo di computazione, fornendo flessibilità in termini di tempo e risorse.